# El Sueño de Morfeo
El Sueño de Morfeo és un grup de música pop espanyol format l'any 2002, compost per Raquel del Rosario, Juan Luis Suárez i David Feito, que des d'Astúries porten alguns anys treballant junts i elaborant cançons de sòlides estructures pop-rock amb forts aromes folk, amb la veu de Raquel.

## Discografia

### Àlbums d'estudi
- El Sueño de Morfeo (2005)
- Nos vemos en el camino (2007)
- Cosas que nos hacen sentir bien (2009)
- Se buscan sonrisas (2011)

### Singles
- Nunca volverá (2005)
- Ojos de cielo (2005)
- Okupa de tu corazón (2005)
- Esta soy yo (2006)
- Tómate la vida (2006) - Per a l'anunci de Cruzcampo.
- Para toda la vida (2007)
- Demasiado tarde (2007)
- Chocar (amb Nek) (2008)
- Si no estás (2009)
- No se donde voy (2009)
- Gente (2009)
- Ven (2010)
- Depende de ti (2011)

### Col·laboracions musicals
- Fran Perea i Raquel del Rosario - 1+1 son 7 (2005)
- Tribut a Duncan Dhu - Cien gaviotas donde irán i Una calle de París (2005)
- Diego Martín i Raquel del Rosario - Déjame Verte (2006)
- BSO "Cars" - Reencontrar (2006)
- El Sueño de Morfeo (per a Cruzcampo - Tómate la vida (2006)
- El Sueño de Morfeo (per a La Sexta - Sonrisa especial (2006)
- Nek i El Sueño de Morfeo - Para ti sería i Chocar (2007)
- El Sueño de Morfeo (per ING Direct)- We've got the whole world in our hands (2008).
- El Sueño de Morfeo BSO La Sirenita - Parte de tu mundo (2008).
- El Sueño de Morfeo BSO Barbie y el Castillo de Diamantes- Conectas (2008).
- Raquel del Rosario amb Sergio Vallin - Sólo Tú (2009).
- Raquel del Rosario amb Álex Ubago - Amanecer (2009).